# Troszcza
Troszcza (ukr. Троща) – wieś na Ukrainie, w obwodzie żytomierskim, w rejonie żytomierskim. W 2001 roku liczyła 956 mieszkańców.
Dawniej prywatna wieś szlachecka, położona w województwie kijowskim, w 1739 roku należała do klucza Cudnów Lubomirskich. 